# Cisticola dorsti
Cisticola dorsti là một loài chim trong họ chiền chiện.